# Näsums socken
Näsums socken i Skåne ingick i Villands härad, ingår sedan 1974 i Bromölla kommun och motsvarar från 2016 Näsums distrikt.
Socknens areal är 99,0 kvadratkilometer varav 90,78 land.  År 2000 fanns här 2 086 invånare.  Tätorten Näsum med sockenkyrkan Näsums kyrka ligger i socknen.

## Administrativ historik
Socknen har medeltida ursprung. 
Vid kommunreformen 1862 övergick socknens ansvar för de kyrkliga frågorna till Näsums församling och för de borgerliga frågorna bildades Näsums landskommun. Landskommunen uppgick 1974 i Bromölla kommun.
1 januari 2016 inrättades distriktet Näsum, med samma omfattning som församlingen hade 1999/2000.
Socknen har tillhört län, fögderier, tingslag och domsagor enligt vad som beskrivs i artikeln Villands härad.

## Geografi
Näsums socken ligger nordost om Kristianstad kring Holjeån med Ivösjön i sydväst och platån Ryssberget i öster. Socknen är en kuperad skogsbygd med odlingsbygd i Holjeådalen och med höjder som i Boafallsbacke når 180 meter över havet.

## Fornlämningar
Från järnåldern finns gravhögar och två mindre gravfält. från vikingatid finns Gudahagen bestående av resta stenar.

## Namnet
Namnet skrevs 1379 Näsyom och kommer från kyrkbyn. Namnet innehåller näs och möjligen även hem, 'boplats; gård'..

## Befolkningsutveckling
| Befolkningsutveckling i socken/församling                                                                                                | Befolkningsutveckling i socken/församling | Befolkningsutveckling i socken/församling | Befolkningsutveckling i socken/församling | Befolkningsutveckling i socken/församling |
| --- | ----------------------------------------- | ----------------------------------------- | ----------------------------------------- | ----------------------------------------- |
| |                                           |                                           |                                           |                                           |
| År |                                           |                                           | Invånare                                  |                                           |
| 1880 | 1880                                      |                                           | 2 855                                     | 2 855                                     |
| 1890 | 1890                                      |                                           | 2 696                                     | 2 696                                     |
| 1900 | 1900                                      |                                           | 2 470                                     | 2 470                                     |
| 1910 | 1910                                      |                                           | 2 384                                     | 2 384                                     |
| 1970 | 1970                                      |                                           | 1 906                                     | 1 906                                     |
| 1980 | 1980                                      |                                           | 2 098                                     | 2 098                                     |
| 1990 | 1990                                      |                                           | 2 165                                     | 2 165                                     |
| * Källa: "Sveriges Befolkning" för respektive årtionde. Informationen gäller för den 31 december respektive år, alltså årsskiftet efter. |                                           |                                           |                                           |                                           |